# Gongora rubescens
Gongora rubescens är en orkidéart som beskrevs av Rod Rice. Gongora rubescens ingår i släktet Gongora och familjen orkidéer.
Artens utbredningsområde är Ecuador. Inga underarter finns listade i Catalogue of Life.